# 三閑前勃之亂
三閑、前勃之亂是越南阮朝時期的一場民變。其領導者有二人：一人名阮文閑（Nguyễn Văn Nhàn），綽號三閑（Ba Nhàn）；一人名黎文勃（Lê Văn Bột），綽號前勃（Tiền Bột）。
1833年（明命十四年），阮文閑、黎文勃在山西舉兵響應農文雲，糾集黨羽六七千人，設前軍、後軍、左軍、右軍、中軍、統領、參謀、該奇等官職，出沒於永祥、國威一帶的林間。阮朝派尊室弼前去討伐，與其戰於安朗縣。民變軍轉移到鎮寧府立石縣，攻陷縣城，燒毀縣衙。明命帝得報後，派河寧總督段文長、寧太總督阮廷普、海安署督阮公著，與阮文德一起圍剿。這場民變持續了十年，至1843年才被鎮壓。